# When Lights Are Low
When Lights Are Low è un album in studio del cantante statunitense Tony Bennett, pubblicato nel 1964.

## Tracce
1. Nobody Else but Me
2. When Lights Are Low
3. On Green Dolphin Street
4. Ain't Misbehavin'
5. It's a Sin to Tell a Lie
6. I've Got Just About Everything
7. Judy
8. Oh! You Crazy Moon
9. Speak Low
10. It Had to Be You
11. It Could Happen to You
12. The Rules of the Road

Bonus tracks:
1. How Long Has This Been Going On (George Gershwin, Ira Gershwin) - 2:43
2. All of You (Cole Porter) - 2:17
3. We'll Be Together Again (Carl Fisher, Frankie Laine) - 2:44